# 本頓鎮區 (明尼蘇達州卡弗縣)
本頓鎮區（英語：Benton Township）是位於美國明尼蘇達州卡弗縣的一個行政鎮區。

## 地方資料
本頓鎮區的面積為90.30平方千米，當中陸地面積為88.00平方千米，而水域面積為2.30平方千米。根據2020年美國人口普查的數據，當地共有人口753人，而人口密度為每平方千米8.34人。